# You Win My Love
Singles de Shania Twain
(If You're Not in It for Love) I'm Outta Here!
(1995) No One Needs to Know
(1996)
Pistes de The Woman in Me
Whose Bed Have Your Boots Been Under? The Woman in Me (Needs the Man in You)
You Win My Love est le cinquième single extrait de l'album The Woman in Me de Shania Twain.